# Zouar, Ciad
Zouar este un oraș din Ciad.

## Personalități
- Goukouni Oueddei, șef de stat al Ciadului între 1979 și 1982.[1]